# Яльмар Сьодерберг
Яльмар Сьодерберг (швед. Hjalmar Söderberg; 2 липня 1869, Стокгольм — 14 жовтня 1941, Копенгаген) — шведський письменник та журналіст. Його твори часто пов'язані з меланхолією, героями, що страждають від нещасного кохання на яскравому тлі сучасного Стокгольма. Сьодерберг шанований на батьківщині автор, на рівні з Августом Стіндбергом, національним шведським письменником. Дебютував з романом «Омани» (швед. Forvillerser, 1895). Найбільш відоми твір — роман «Доктор Глас» (швед. Doktor Glas, 1905). Лауреат стипендії Фрьодінга 1941.

## Біографія

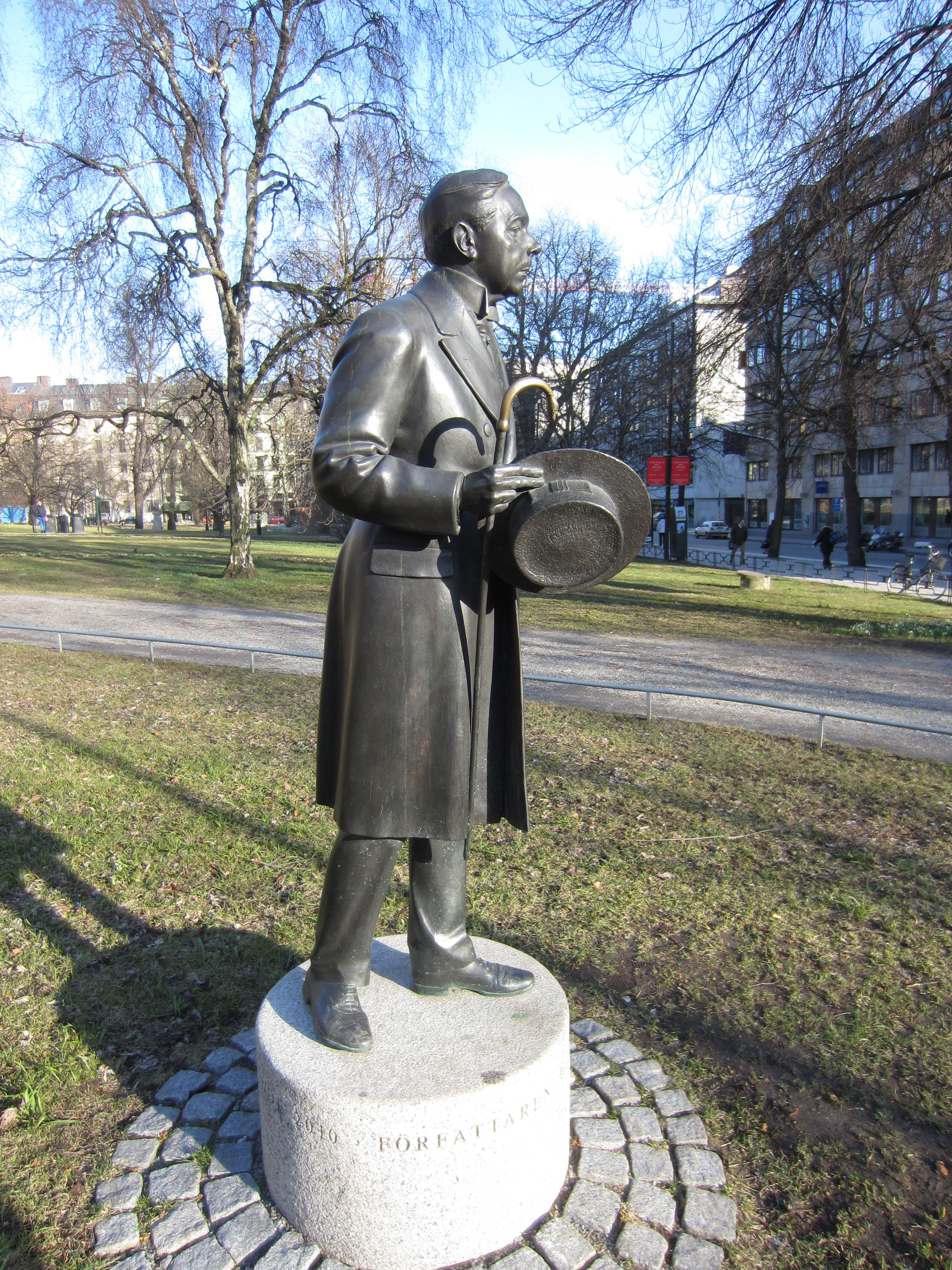
Пам'ятник Яльмару Сьодербергу перед Королівською бібліотекою

Яльмар Сьодерберг народився у Стокгольмі у 1869. Навчався в Упсальському Університеті з 1890 по 1891 рік. Свій шлях у літературі почав у 20 років, пишучи до шведського щоденного видання Svenska Dagbladet. Шість років потому друкується його перша новела Förvillelser (Марення, 1895), написана від особи молодого денді, що нерозважливо марнує свої гроші та любов у столиці. Похмура, але повчальна історія виявиться типовою для багатьох майбутніх творів Сьодерберга. Після виходу збірки з двадцяти оповідань Historietter (Короткі історії, 1898), друкується наступний великий твір Сьодерберга — Martin Bircks Ungdom (Молодь Мартіна Бріка, 1901), схожий на Förvillelser яскравим описом оточуючого та похмурим описом рефлексуючого головного героя. Наступним романом став Doktor Glas (Доктор Глас, 1905), який вважають шедевром Яльмара Сьодерберга.
Останні роки свого життя Сьодерберг присвятив журналістиці та богословським дослідженням. Він був лютим критиком нацизму та часто писав на цю тему до поважної газети супротиву Göteborgs Handels- och Sjöfartstidning. 1941 помер у Данії та був похований у Копенгагені на місцевому кладовищі Вестре (дат. Vestre Kirkegård) у фамільному склепі.
Одразу після смерті побачили світ його книги «Остання книга» (Sista boken, 1942) та «Обране» (Samlade verk, 1943). У 1969 році було опубліковане листування Сьодерберга із шведським письменником Бу Бергманом під назвою «Любий Ялле, любий Бу» (Kära Hjalle, kära Bo).

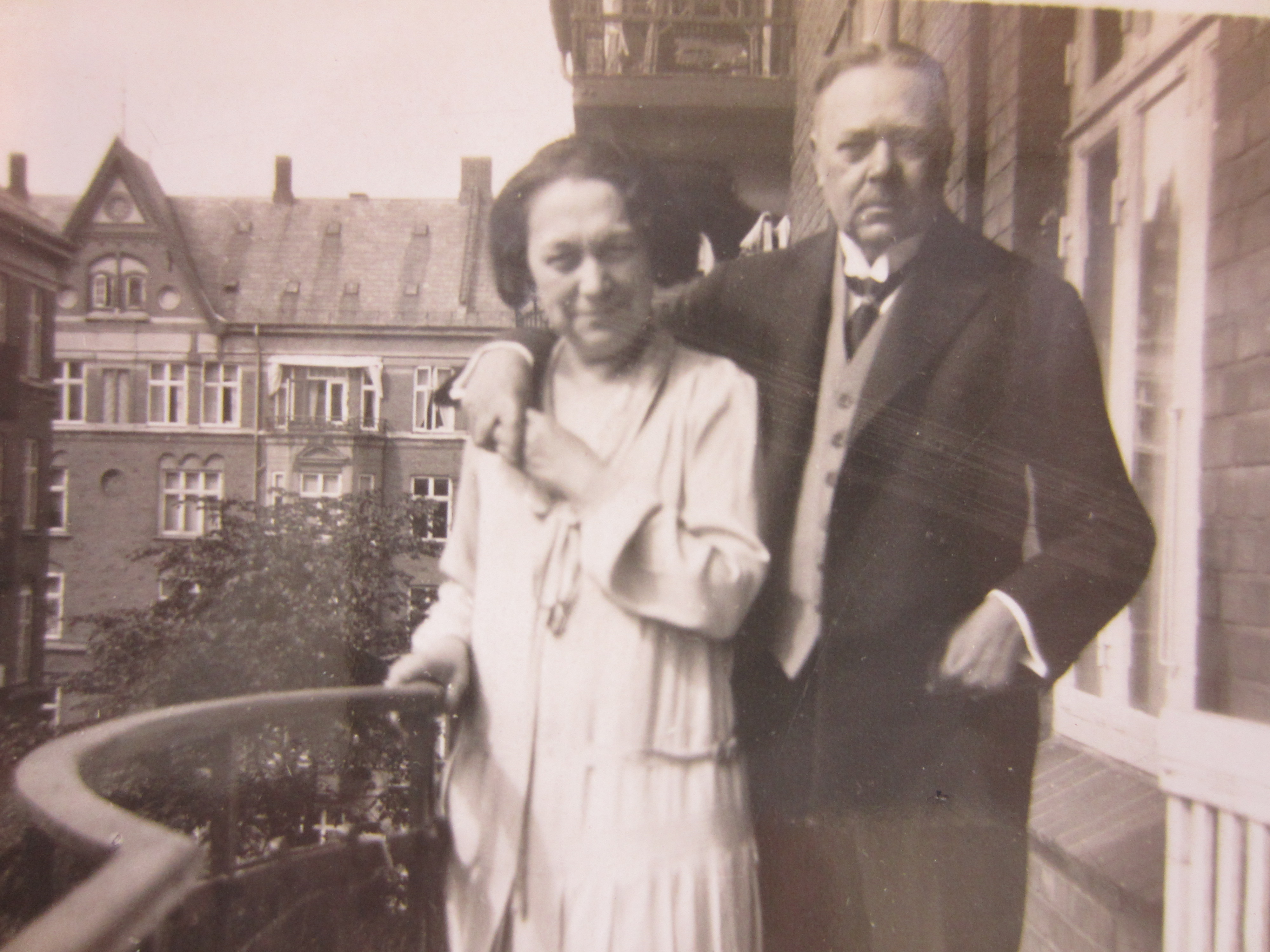
Емілі та Яльмар Сьодерберги, 1929 рік

У 1899—1917 Сьодерберг був одружений із Мартою Абеніус (Märta Abenius, 1871 — 1932). Подружжя мало трьох дітей: Дора Сьодерберг-Карлстен (Dora Söderberg-Carlsten, 1899), Том Сьодерберг (Tom Söderberg, 1900) та Мікаель Сьодерберг (Mikael Söderberg, 1903).
З 1917 року у Данії був вдруге одружений з Емілі Восс (Emelie Voss, 1876—1957), мали доньку Бетті Сьодерберг (Betty Søderberg, 1910).